# Mireia Hernández
Mireia Hernández Luna (5 marzo 2002) è una nuotatrice artistica spagnola.

## Palmarès
- Mondiali

Budapest 2022: bronzo nel team highlights
Doha 2024: argento nel duo misto libero
Singapore 2025: argento nel duo misto tecnico, bronzo nella gara a squadre (programma tecnico)
- Europei

Funchal 2025: oro nel duo misto tecnico

### Coppa del Mondo
- 9 podi:
  - 5 vittorie (4 nel duo e 1 nella gara a squadre)
  - 3 secondi posti (2 nel duo e 1 nella gara a squadre)
  - 1 terzo posto (1 nel duo)

#### Coppa del mondo - vittorie
| Data           | Luogo    | Paese    | Disciplina     |
| -------------- | -------- | -------- | -------------- |
| 15 maggio 2023 | Soma Bay | Egitto   | Duo libero Mx  |
| 31 maggio 2024 | Markham  | Canada   | Duo tecnico Mx |
| 5 luglio 2024  | Budapest | Ungheria | Duo tecnico Mx |
| 1 marzo 2025   | Parigi   | Francia  | Team tecnico   |
| 14 giugno 2025 | Xi'an    | Cina     | Duo tecnico Mx |